# Atypophthalmus (Microlimonia) inelegans
Atypophthalmus (Microlimonia) inelegans is een tweevleugelige uit de familie steltmuggen (Limoniidae). De soort komt voor in het Palearctisch en Oriëntaals gebied.